# Deneuvre
Deneuvre és un municipi francès situat al departament de Meurthe i Mosel·la i a la regió del Gran Est. L'any 2007 tenia 580 habitants.

## Demografia

### Població
El 2007 la població de fet de Deneuvre era de 580 persones. Hi havia 222 famílies, de les quals 52 eren unipersonals (24 homes vivint sols i 28 dones vivint soles), 67 parelles sense fills, 75 parelles amb fills i 28 famílies monoparentals amb fills.
La població ha evolucionat segons el següent gràfic:
Habitants censats

### Habitatges
El 2007 hi havia 242 habitatges, 223 eren l'habitatge principal de la família, 11 eren segones residències i 7 estaven desocupats. 221 eren cases i 21 eren apartaments. Dels 223 habitatges principals, 186 estaven ocupats pels seus propietaris, 36 estaven llogats i ocupats pels llogaters i 2 estaven cedits a títol gratuït; 7 tenien dues cambres, 20 en tenien tres, 49 en tenien quatre i 147 en tenien cinc o més. 157 habitatges disposaven pel capbaix d'una plaça de pàrquing. A 118 habitatges hi havia un automòbil i a 76 n'hi havia dos o més.

### Piràmide de població
La piràmide de població per edats i sexe el 2009 era:
| Homes | Edats   | Dones |
| ----- | ------- | ----- |
| 0     | 95 o +  | 0     |
| 0     | 90 a 94 | 0     |
| 0     | 85 a 89 | 0     |
| 0     | 80 a 84 | 4     |
| 12    | 75 a 79 | 32    |
| 8     | 70 a 74 | 12    |
| 16    | 65 a 69 | 12    |
| 8     | 60 a 64 | 4     |
| 8     | 55 a 59 | 12    |
| 32    | 50 a 54 | 12    |
| 20    | 45 a 49 | 48    |
| 20    | 40 a 44 | 16    |
| 24    | 35 a 39 | 28    |
| 8     | 30 a 34 | 12    |
| 16    | 25 a 29 | 12    |
| 20    | 20 a 24 | 16    |
| 36    | 15 a 19 | 24    |
| 32    | 10 a 14 | 28    |
| 36    | 5 a 9   | 28    |
| 12    | 0 a 4   | 8     |

## Economia
El 2007 la població en edat de treballar era de 364 persones, 247 eren actives i 117 eren inactives. De les 247 persones actives 217 estaven ocupades (125 homes i 92 dones) i 30 estaven aturades (13 homes i 17 dones). De les 117 persones inactives 31 estaven jubilades, 38 estaven estudiant i 48 estaven classificades com a «altres inactius».

### Ingressos
El 2009 a Deneuvre hi havia 224 unitats fiscals que integraven 568,5 persones, la mediana anual d'ingressos fiscals per persona era de 17.335 €.

### Activitats econòmiques
Dels 13 establiments que hi havia el 2007, 5 eren d'empreses de construcció, 4 d'empreses de comerç i reparació d'automòbils, 1 d'una empresa de transport, 2 d'empreses de serveis i 1 d'una empresa classificada com a «altres activitats de serveis».
Dels 4 establiments de servei als particulars que hi havia el 2009, 2 eren paletes, 1 guixaire pintor i 1 electricista.
Dels 2 establiments comercials que hi havia el 2009, 1 era un hipermercat i 1 un supermercat.

## Poblacions més properes
El següent diagrama mostra les poblacions més properes.